# 1902 v loďstvech
Tento článek obsahuje významné události v oblasti loďstev v roce 1902.

## Události
- 16. června – Byla zahájena plavba novým vltavským zdymadlem v Troji u Prahy.
- 28. června – Kongres USA schválil tzv. Spoonerův zákon, který umožňoval zakoupit za 40 milionů dolarů koncesi na Panamský průplav.
- 20. července – Německý parník Primus se potopil po srážce s jinou lodí. Zahynulo 109 cestujících.
- 13. prosince – Německé a britské lodě ostřelovaly venezuelskou pevnost Puerto Cabello, aby podpořily nároky britských a německých firem, poškozených během venezuelské občanské války.
- 20. prosince – Německé a britské lodě zahájily blokádu venezuelského pobřeží.

## Lodě vstoupivší do služby
- 1902 –  Jeanne d'Arc – pancéřový křižník (samostatná jednotka)

- únor –  HMS Irresistible a HMS Implacable – bitevní loď třídy Formidable

- 4. února –  SMS Kaiser Karl der Große – predreadnought třídy Kaiser Friedrich III.

- březen –  HMS Bulwark – bitevní loď třídy London

- březen –  SMS Prinz Heinrich – pancéřový křižník (samostatná jednotka)

- 15. března –  SMS Panther – dělový člun třídy Iltis

- 24. března –  Montcalm – pancéřový křižník třídy Gueydon

- duben –  HMS Vengeance – bitevní loď třídy Canopus

- září –  Iéna – predreadnought

- 16. dubna –  Emanuele Filiberto – bitevní loď třídy Ammiraglio di Saint Bon

- 19. května –  USS Decatur (DD-5) – torpédoborec třídy Bainbridge

- červen –  HMS London – bitevní loď třídy London

- 4. září –  USS Perry (DD-11) – torpédoborec třídy Bainbridge

- 11. září –  USS Truxtun (DD-14) – torpédoborec třídy Truxtun

- 1. října –  SMS Wettin – predreadnought třídy Wittelsbach

- 15. října –  SMS Wittelsbach – predreadnought třídy Wittelsbach

- 21. října –  USS Whipple (DD-15) – torpédoborec třídy Truxtun

- 24. října –  USS Dale (DD-4) – torpédoborec třídy Bainbridge

- 25. října –  SMS Zähringen – predreadnought třídy Wittelsbach

- 29. října –  De Ruyter – pobřežní bitevní loď třídy Koningin Regentes

- listopad –  HMS Venerable – bitevní loď třídy London

- 20. listopadu –  USS Chuauncey (DD-3) – torpédoborec třídy Bainbridge

- 24. listopadu –  USS Bainbridge (DD-1) a USS Barry (DD-2) – torpédoborec třídy Bainbridge

- 17. prosince –  USS Stewart (DD-13) – torpédoborec třídy Bainbridge

- 29. prosince –  Maine – predreadnought třídy Maine

- 31. prosince –  SMS Habsburg – predreadnought třídy Habsburg

- 31. prosince –  USS Worden (DD-16) – torpédoborec třídy Truxtun